# Per Borin
Per Magnus Sture Borin, född 19 februari 1954 i Fellingsbro, är en svensk dirigent.

## Biografi
Borin, som är uppväxt i Lindesberg, har studerat vid Kungliga Musikhögskolan och vid Sibelius-Akademin för bland andra Eric Ericson och Jorma Panula. Han har också studerat för Herbert Blomstedt och Franco Ferrara. 
Som operadirigent debuterade Borin 1985 vid Norrlandsoperan. Han har därefter varit engagerad vid Vadstena-Akademien, Folkoperan och Kungliga Operan. Sedan 1980-talet har han arbetat med samtliga professionella orkestrar och körer i Sverige.  
Han har varit dirigent för Musikaliska sällskapet, Linköpings Akademiska Orkester, S:t Jacobs motettkör, Stockholms motettkör och S:t Jacobs ungdomskör. Mellan 1981 och 1996 undervisade han i dirigering vid Kungliga Musikhögskolan.
1996 blev han generalmusikdirektör i Mecklenburg-Vorpommern, chef och konstnärlig ledare för symfoniorkestern och operan. 1998 blev han chef för Schleswig-Holsteins symfoniorkester i Flensburg. Sedan 2002 är han professor i dirigering vid musikhögskolan i Stuttgart och sedan 2009 gästprofessor vid konservatoriet i Xi'an i Kina. 
Åren 2016–2020 var Borin professor vid Operahögskolan i Stockholm.

## Utmärkelser
- 1982 – BBC "Let the people sing", The Silver Bowl, första pris för alla kategorier
- 1985 – Stora Sten Frykberg-stipendiet
- 1983, 1985 – Musikaliska Akademiens stipendiat
- 1988 – Prinsessan Christina-stipendiet
- 1989 – Crusellstipendiet
- 2010 – H.M. Konungens medalj i 8:e storleken i högblått band för framstående insatser inom svenskt musikliv.

## Diskografi
- 1992 – Det brinner en stjärna- Jacobs motettkör, Lena Willemark, Olle Persson, Stefan Therstam
- 1995 – Karólína Eiríksdóttir: Portrait
- 1997 – Missilen (Bo Nilsson) Sveriges radios symfoniorkester
- 1998 – Svit ur Birgitta – Stockholms filharmoniska orkester
- 1999 – Katolsk mässa (August Söderman). Ann-Christine Biel, Birgitta Svendén, Claes-Håkan Ahnsjö, Curt Appelgren, Musikhögskolans stora kör
- 2004 – Sinfonie A-dur (August Halm), Württembergische Philharmonic Reutlingen
- 2006 – Der Auftrag. Uraufführungen Rheinland-Pfälzischer Komponisten zum Mozartjahr 2006 mit dem SWR Rundfunkorchester Kaiserslautern
- 2007 – Festkonzert zum 150. Jubiläum der Musikhochschule Stuttgart